# Вастрома
Вастрома — деревня в Вачском районе Нижегородской области. Входит в состав Арефинского сельсовета.

## География
Расположен в пределах северной оконечности Приволжской возвышенности, называемой Перемиловскими горами, возле административной границы с Павловским и Сосновским районами Нижегородской области, на реке Кузома.
В деревне одна улица, носящая название Центральной.
Географическое положение
Расстояние до:
районного центра Вача: 13 км.
областного центра Нижний Новгород: 84 км.
Ближайшие населённые пункты
Белавино 1 км, Верхополье 3 км, Сергеево 3 км, Амачкино 3 км, Турбенево 4 км, Александровка 4 км, Богданово 4 км, Шепелево 4 км, Выборково 5 км, Максаково 5 км, Арефино 5 км, Епифаново 5 км, Шерстино 5 км.
Климат
Как и во всем районе, в Вастроме климат умеренно континентальный, с холодной, довольно снежной, зимой и тёплым коротким летом. Средняя годовая температура воздуха равна +3,3 °C. Самый холодный месяц в году — январь со средней температурой −11,6 °C с понижением в разные годы до −30…-40 °C, самый тёплый месяц года — июль, средняя температура воздуха равна +18,4 °C, максимальная температура в отдельные годы до +40 °C. Осадков в среднем выпадает 500—550 миллиметров в год.

## История
Согласно Закону Нижегородской области от 15 июня 2004 года № 60-З «О наделении муниципальных образований — городов, рабочих посёлков и сельсоветов Нижегородской области статусом городского, сельского поселения» деревня вошла в состав образованного муниципального образования Арефинский сельсовет.

## Население
| 1999 | 2002 | 2010 |
| ---- | ---- | ---- |
| 16   | ↘12  | ↘7   |

## Инфраструктура
Личное подсобное хозяйство.

## Транспорт
Проселочные дороги, с выездом через соседние деревни на шоссе 22К-0125 Ряжск — Касимов — Муром — Нижний Новгород.

## Источник
1. 1 2 3  Всероссийская перепись населения 2010 года. Численность и размещение населения Нижегородской области
2. ↑  Нижегородская область. География и климат Архивная копия от 22 января 2021 на Wayback Machine.
3. ↑  Комитет охраны природы и управления природопользованием Нижегородской области. Охраняемые территории Вачского района (недоступная ссылка — история).
4. ↑  Карта деревни Вастромы в Нижегородской области с улицами и номерами домов. MapData.ru. Дата обращения: 18 августа 2018. Архивировано 18 августа 2018 года.
5. 1 2  [www.komandirovka.ru/cities/vastroma/ Деревня Вастрома]
6. ↑  Закон Нижегородской области от 15 июня 2004 года № 60-З «О наделении муниципальных образований — городов, рабочих посёлков и сельсоветов Нижегородской области статусом городского, сельского поселения». Дата обращения: 16 января 2021. Архивировано 5 ноября 2016 года.
7. ↑  Приложение к постановлению  Законодательного Собрания Нижегородской области от 17 июня 1999 года № 184